# Рыболовный траулер морозильный (супертраулер) типа «Прометей»
Рыболовные траулеры морозильные типа «Прометей» (проект Атлантик 464) — серия рыболовных траулеров, построенных в период с 1974 по 1989 год на судостроительных заводах «Volkswerft VEB» в Штральзунде, ГДР (построено 195 единиц) и "Sant Nav Braila", Брэила, Румыния (построено 6 единиц). Строились для рыболовных флотов СССР (178 траулеров), ГДР (8 траулеров) и Румынии (15 траулеров). По своим техническим характеристикам относятся к категории супертраулеров.
Предназначались для лова рыбы с помощью донного и разноглубинного тралов в морской и океанической промысловых зонах, переработки рыбы в мороженую продукцию (50 тонн в сутки), с возможностью хранения или передачи её на транспортные рефрижераторы и береговые пункты приёма. На траулерах также размещались производственные линии для выработки консервов из печени рыб (2400 банок в сутки), полуфабриката медицинского жира из печени рыб (4,5 тонны в сутки, в зависимости от качества сырья), кормовой рыбной муки и технического жира (50-60 тонн в сутки, в зависимости от качества сырья).
Надстройка и размещенная в ней ходовая рубка, а также бытовые и часть производственных помещений смещены к носовой части корпуса. Первые четыре траулера серии отличались характерной надстройкой, в которой ходовая рубка находилась на одну палубу выше, чем на последующих судах. Машинное отделение размещено ближе к корме. Носовая часть корпуса ниже ватерлинии заканчивается бульбом. На рабочей палубе, начинающейся за надстройкой, расположены две ваерные лебедки с барабанами для ваеров (стальных тросов несущих трал), два П — образных металлических портала с рабочими блоками. Дополнительный портал имеется в носовой части корпуса, перед надстройкой. На порталах размещены 6 грузовых стрел, две грузоподъёмностью по 5 тонн и четыре — 3-тонные. В корме траулера имеется слип (специальный наклонный участок палубы по которому осуществляется спуск и подъём трала).
На судах есть два рефрижераторных трюма объёмом по 1825 кубических метров каждый, с температурой охлаждения −28 градусов. Оборудованы помещения для хранения рыбных консервов (26 кубических метров), рыбной муки (380 кубических метров) и цистерны для рыбьего жира общим объёмом 19 кубических метров.
Супертраулеры типа «Прометей» могут автономно работать в море до 70 суток. В настоящее время большая часть траулеров этого типа уже списана, хотя несколько судов эксплуатируют рыбодобывающие предприятия Владивостока и Находки.

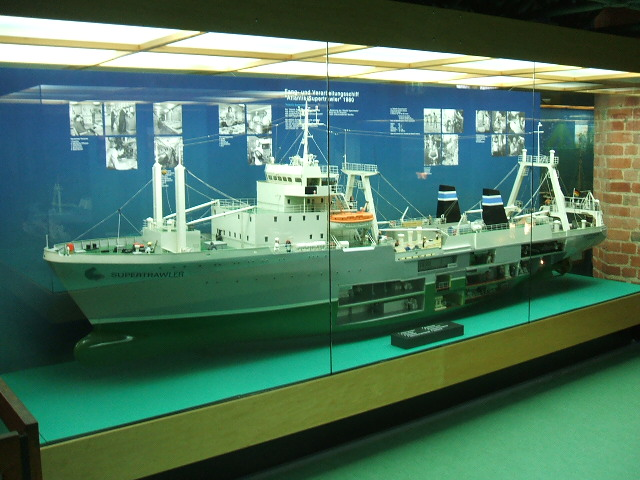
Модель головного траулера проекта Атлантик 464 с характерной «приподнятой» ходовой рубкой в океанографическом музее Штральзунда.